# Antologija (album)
Antologija je kompilacijski album skupine Mladi levi. Skladbe z albuma so bile posnete v obdobju med 1967 in 1972. Album je bil izdan leta 1999 pri založbi ZKP RTV Slovenija.

## Seznam skladb
| Št. | Naslov                                                                             | Dolžina |
| --- | ---------------------------------------------------------------------------------- | ------- |
| 1.  | „Oda Ireni‟ (Tomaž Habe/Dušan Velkaverh/Tomaž Habe)                                | 2:49    |
| 2.  | „An Echo of my Dreams‟ (Tomaž Habe/Dušan Velkaverh/Tomaž Habe)                     | 2:00    |
| 3.  | „Poljubi me in pojdi‟ (Berti Rodošek/Dušan Velkaverh/Berti Rodošek, Jernej Podboj) | 2:46    |
| 4.  | „Mila mala‟ (Jernej Jung/Jernej Jung/Vasko Repinc)                                 | 4:44    |
| 5.  | „Zaznamovan‟ (Saša Pirc/Dušan Velkaverh/Jože Privšek)                              | 2:40    |
| 6.  | „Ljubimo soul‟ (Jože Privšek)                                                      | 2:52    |
| 7.  | „Mirno desno si podala‟ (Janez Bončina-Benč/Simon Jenko/Mladi levi)                | 3:17    |
| 8.  | „Mala terasa‟ (Jure Robežnik/Gregor Strniša/Mladi levi)                            | 2:35    |
| 9.  | „Soul finger‟ (King-Caldwell-Cunnigham/Mladi levi)                                 | 2:15    |
| 10. | „Ta vlak‟ (Dečo Žgur/Janez Bončina-Benč/Dečo Žgur)                                 | 3:42    |
| 11. | „Deček in motor‟ (Dečo Žgur/Nada Žgur/Dečo Žgur)                                   | 3:47    |
| 12. | „Svet, ki ga ni‟ (Janez Bončina-Benč/Janez Bončina-Benč/Dečo Žgur)                 | 3:13    |
| 13. | „Odprite okna, vojna je končana‟ (Dečo Žgur/Dušan Velkaverh/Dečo Žgur)             | 4:07    |
| 14. | „Oluja‟ (Zdenko Runjič/Zdenko Runjič/Dečo Žgur)                                    | 3:55    |
| 15. | „Kad su zvijezde padale‟ (Raymond Ruić/Raymond Ruić/Dečo Žgur)                     | 5:32    |
| 16. | „Derviš in smrt‟ (Dečo Žgur)                                                       | 7:11    |
| 17. | „Sveti Štefan‟ (Aleš Strajnar)                                                     | 2:53    |
| 18. | „Ostro kakor nož‟ (Ljubomir Brandjolica/Nada Žgur/Dečo Žgur)                       | 5:58    |
| 19. | „Zadnji hip‟ (Dečo Žgur)                                                           | 5:00    |

## Zasedba
- Janez Bončina Benč – solo vokal, kitara pri skladbah 3–15, 18
- Tomaž Habe – klavir, orgle, spremljevalni vokal pri skladbah 1–2
- Bor Gostiša – kitara, solo vokal pri skladbi 2
- Peter Hudobivnik – bas kitara, spremljevalni vokal pri skladbah 1–16, 18
- Petar Ugrin – trobenta, tolkala, spremljevalni vokal, električna violina pri skladbah 3–16, 18–19
- Stanko Arnold – trobenta, tolkala pri skladbah 10–16, 18
- Matjaž Deu – bobni pri vseh skladbah
- Berti Rodošek – orgle, solo vokal pri skladbah 3, 9
- Branko Weissbacher – bariton saksofon pri skladbah 3, 6
- Jernej Podboj – tenor saksofon, sopran saksofon, spremljevalni vokal, tolkala pri skladbah 1–16, 18–19
- Vasko Repinc – orgle, klavir, električni klavir pri skladbah 4–8, 10–19
- Jernej Jung – solo vokal pri skladbah 4, 5
- Boris Šinigoj – trombon, tolkala pri skladbah 10–16, 18
- Dušan Kajzer – kitara, bas kitara pri skladbah 10–19
- Benjamin Čuček – konge, glas pri skladbah 14, 17, 19
- Tone Janša – flavta, tenor saksofon pri skladbah 17, 19
- Aleš Strajnar – kitara pri skladbah 17, 19
- Tomaž Pengov Pigl – solo vokal pri skladbi 1
- Roman Mazej – solo vokal pri skladbi 8
- Eva Sršen – spremljevalni vokal pri skladbah 10–13
- Meta Močnik – spremljevalni vokal pri skladbah 10–13
- Majda Jazbec – spremljevalni vokal pri skladbah 10–13